# ری بیکلیف
ری بیکلیف (انگلیسی: Ray Bilcliff; ۲۴ مهٔ ۱۹۳۱ – ۱۰ مارس ۲۰۰۹) بازیکن فوتبال بود.
از باشگاه‌هایی که در آن بازی کرده‌است می‌توان به باشگاه فوتبال هارتل پول یونایتد اشاره کرد.